# Mechanicsville (Virgínia)
Mechanicsville é uma Região censo-designada localizada no estado norte-americano de Virginia, no Condado de Hanover.

## Demografia
Segundo o censo norte-americano de 2000, a sua população era de 30.464 habitantes.

## Geografia
De acordo com o United States Census Bureau tem uma área de
73,7 km², dos quais 73,5 km² cobertos por terra e 0,2 km² cobertos por água.

## Localidades na vizinhança
O diagrama seguinte representa as localidades num raio de 12 km ao redor de Mechanicsville.